# Ян Вонтроба
Ян Франчѝшек Вонтро̀ба (на полски: Jan Franciszek Wątroba) е полски римокатолически духовник, доктор по богословие, ректор на Висшата духовна семинария в Ченстохова (1994 – 2000), викарен епископ на Ченстоховската архиепархия и титулярен епископ на Бисика (2000 – 2013), епископ на Жешовската епархия от 2013 година.

## Биография
Ян Вонтроба е роден на 4 декември 1953 година във Велюн, Лодзко войводство, в семейството на Ирена и Франчишек Вонтроба. Бащу му е железничар и притежава малко земеделско стопанство. Има две сестри – Хенрика и Мария. В периода 1968 – 1972 година учи в общообразователния лицей „Тадеуш Косцюшко“ в родния си град. Впоследствие завършва Ченстоховскта висша духовна семинария в Краков. На 27 май 1979 година е ръкоположен за свещеник от Стефан Барела, ченстоховски епископ. Следващите две години служи като викарий в енорията „Свети Дух“ във Верушов. В периода 1981 – 1985 година специализира пасторално богословие в Папския Латерански университет в Рим. В 1985 година е назначен за секретар на новия ченстоховски епископ Станислав Новак. В периода 1994 – 2000 година е ректор на Честоховската семинария. През 1999 година защитава докторска дисертация в Католическата богословска академия във Варшава на тема: „Непрекъснато духовно формиране на свещениците в светлината на съборните и следсъборни документи на Магистериума на Църквата (1963 – 1994)“ (на полски: Permanentna formacja duchowa kapłanów w świetle soborowych i posoborowych dokumentów Urzędu Nauczycielskiego Kościoła (1963 – 1994)).
На 20 април 2000 година е номиниран от папа Йоан Павел II за викарен епископ на Ченстоховската архиепархия и титулярен епископ на Бисика. Приема епископско посвещение (хиротония) на 20 май от ръката на арх. Станислав Новак, ченстоховски митрополит, в съслужие с арх. Юзеф Жичински, люблински митрополит и Антони Длугош, ченстоховски викарен епископ. На 14 юни 2013 година папа Франциск го номинира за жешовски епископ. Поема канонично епархията на 19 юли и влиза в Жешовската катедрала като епископ на следващия ден.